# Animation Magic
Animation Magic era una compagnia di animazione creata a Gaithersburg, Maryland che operava a Cambridge, con una sede secondaria posseduta al 100% a San Pietroburgo, in Russia. Essa sviluppava animazioni per software su CD. Nel 1994, aveva 90 impiegati, fra cui 12 ingegneri del software e 60 animatori che si occupavano di computer grafica sfondo e sprite. I suoi prodotti includono Link: The Faces of Evil, Zelda: The Wand of Gamelon, Mutant Rampage: Bodyslam, I.M. Meen, Chill Manor e il cancellato Warcraft Adventures: Lord of the Clans.